# دانيال ماكنيل
دانيال ماكنيل هو قاضي وسياسي كندي، (و. 1853 – 1918 م). نشط حزبياً في الحزب الليبرالي في نوفا سكوشا ‏. وقد انتخب عضو مجلس نواب نوفا سكوشا ‏.